# Fußball-Weltmeisterschaft der Frauen 2015/Thailand
Dieser Artikel behandelt die thailändische Fußballnationalmannschaft der Frauen bei der Fußball-Weltmeisterschaft der Frauen 2015 in Kanada. Thailand nahm zum ersten Mal an der WM-Endrunde teil und traf dabei unter anderem auf die beiden Ex-Weltmeister Deutschland und Norwegen. Die Mannschaft hatte sich als Fünfter der Asienmeisterschaft 2014 qualifiziert und dabei einerseits von der Aufstockung des Teilnehmerfeldes auf 24 Mannschaften profitiert – wodurch den Asiatinnen zwei Startplätze mehr zugestanden wurden – und andererseits von der Disqualifikation Nordkoreas wegen der Dopingverstöße bei der letzten WM. Thailand ist der einzige der vier Qualifikanten der Asienmeisterschaft, der sich für die WM-Endrunde qualifizieren konnte. Die anderen vier asiatischen Startplätze hatten sich Mannschaften gesichert, die direkt für die Asienmeisterschaft qualifiziert waren.

## Qualifikation
Thailand musste sich zunächst für die Asienmeisterschaft bei einem Turnier in Dhaka, Bangladesch qualifizieren. Alle Spiele fanden im Bangabandhu National Stadium statt.
| Pl. | Land        | Sp. | S | U | N | Tore    | Diff. | Punkte |
| --- | ----------- | --- | - | - | - | ------- | ----- | ------ |
| 1.  | Thailand    | 3   | 3 | 0 | 0 | 015:100 | +14   | 09     |
| 2.  | Philippinen | 3   | 2 | 0 | 1 | 010:100 | +9    | 06     |
| 3.  | Iran        | 3   | 1 | 0 | 2 | 002:110 | −9    | 03     |
| 4.  | Bangladesch | 3   | 0 | 0 | 3 | 000:140 | −14   | 0      |

| 21. Mai 2013 | Thailand    | – | Bangladesch | 9:0 (4:0) |
| 23. Mai 2013 | Philippinen | – | Thailand    | 0:1 (0:1) |
| 25. Mai 2013 | Thailand    | – | Iran        | 5:1 (0:0) |

Die Asienmeisterschaft, bei der sich die ersten fünf Mannschaften für die WM qualifizierten fand in Vietnam statt.

### Gruppenphase
| Pl. | Land                | Sp. | S | U | N | Tore    | Diff. | Punkte |
| --- | ------------------- | --- | - | - | - | ------- | ----- | ------ |
| 1.  | Südkorea            | 3   | 2 | 1 | 0 | 016:000 | +16   | 07     |
| 2.  | Volksrepublik China | 3   | 2 | 1 | 0 | 010:000 | +10   | 07     |
| 3.  | Thailand            | 3   | 1 | 0 | 2 | 002:120 | −10   | 03     |
| 4.  | Myanmar             | 3   | 0 | 0 | 3 | 001:170 | −16   | 0      |

| 15. Mai 2014 in Ho-Chi-Minh-Stadt              |   |          |           |
| China                                          | – | Thailand | 7:0 (4:0) |
| 17. Mai 2014 in Ho-Chi-Minh-Stadt              |   |          |           |
| Südkorea                                       | – | Thailand | 4:0 (2:0) |
| 19. Mai 2014, Binh Duong Stadium in Binh Duong |   |          |           |
| Myanmar                                        | – | Thailand | 1:2 (1:1) |

### Spiel um Platz 5
| 21. Mai 2014 | Vietnam | – | Thailand | 1:2 (0:0) |

Insgesamt wurden 28 Spielerinnen eingesetzt, von denen Torhüterin Waraporn Boonsing sowie Warunee Phetwiset, Sritala Duangnapa und Nisa Romyen in allen sieben Spielen zum Einsatz kamen. Beste Torschützin war Nisa Romyen mit acht Toren, die sie alle in der Qualifikation erzielte. Zweitbeste Schützin war Kanjana Sung-Ngoen, die drei Tore bei der Endrunde erzielte, davon zwei im entscheidenden Spiel um die WM-Teilnahme gegen Vietnam.

## Vorbereitung

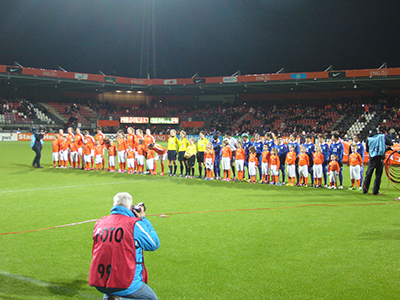
Niederlande gegen Thailand, 7. Februar 2015

Am 7. Februar 2015 bestritt Thailand in Almelo (Niederlande) ein Testspiel gegen die Niederlande und verlor mit 0:7. Für Thailand war es das erste Spiel in Europa. Am 12. und 14. März traf die Mannschaft auf Papua-Neuguinea, die zweitstärkste Mannschaft der OFC und gewann mit 11:1 und 7:0. Am 18. April gewannen die Thailänderinnen gegen den Nachbarn Malaysia mit 5:0. Ein weiteres Testspiel fand am 26. April gegen Myanmar statt und endete 2:2. Im Mai nahm die Mannschaft an der Südostasienmeisterschaft in Vietnam teil, wo sie in der Gruppenphase auf die australische U-20-Mannschaft (0:3 am 1. Mai), Indonesien (10:1 am 3. Mai) und Laos (12:0 am 5. Mai) traf, danach im Halbfinale am 8. Mai gegen Vietnam mit 2:1 nach Verlängerung gewann und am 10. Mai das Finale gegen Myanmar mit 3:2.

## Die Mannschaft

### Aufgebot

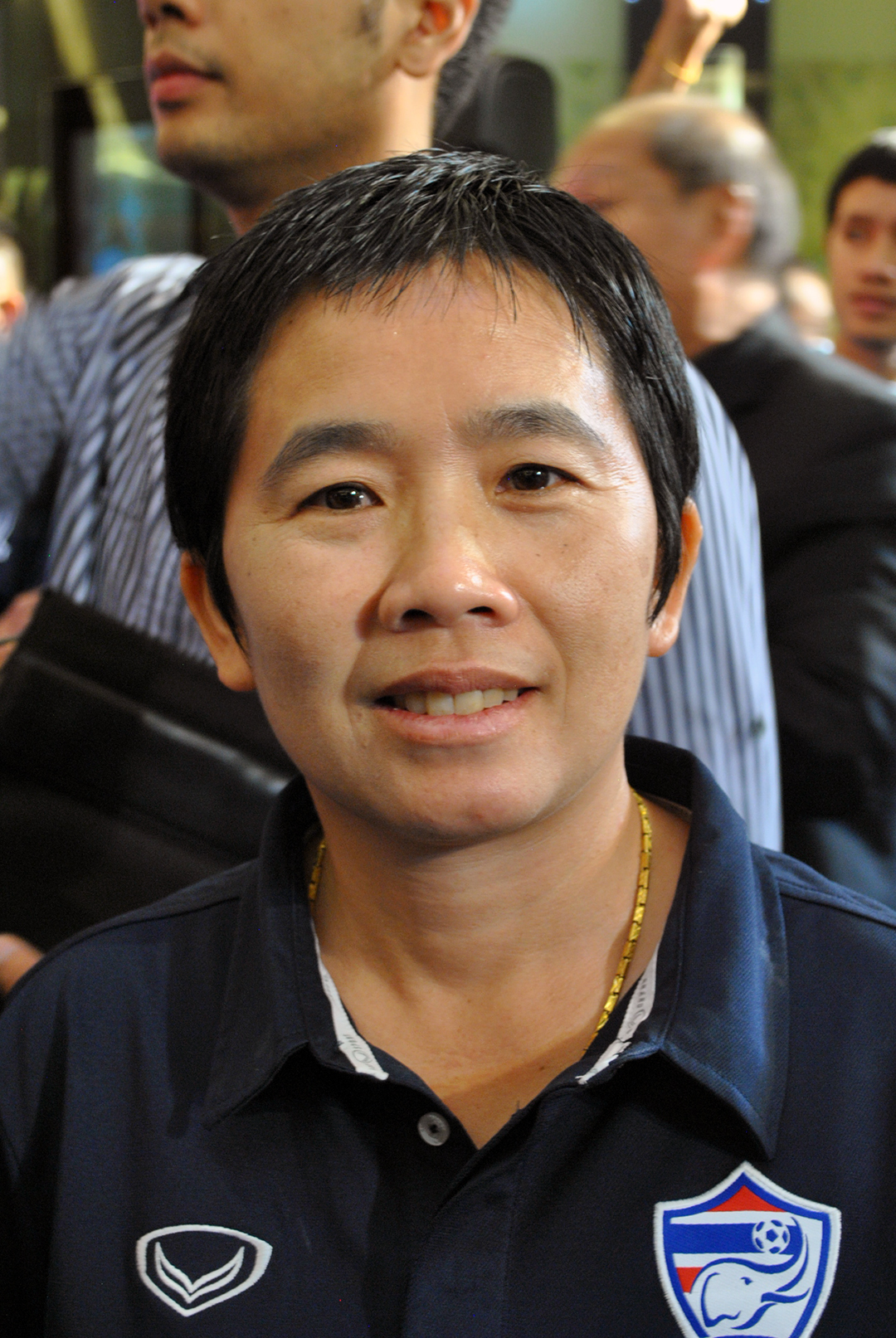
Nuengruethai Sathongwien, Thailands Trainerin

Am 1. Mai 2015 wurde der vorläufige Kader benannt.
Der endgültige Kader von 23 Spielerinnen (davon drei Torhüterinnen) muss dem FIFA-Generalsekretariat spätestens zehn Werktage vor dem Eröffnungsspiel mitgeteilt werden.
| Nr.         | Spielerin                | Geburts- datum | Verein                      | Länder- spiele | Länder- spieltore | WM 2015 | WM 2015 | WM 2015      | WM 2015          | WM 2015     | WM 2015 |
|             |                          |                |                             |                |                   | Sp.     | Tore    | Gelbe Karten | Gelb-Rote Karten | Rote Karten |         |
| Tor         | Tor                      | Tor            | Tor                         | Tor            | Tor               | Tor     | Tor     | Tor          | Tor              | Tor         |         |
| ----------- | ------------------------ | -------------- | --------------------------- | -------------- | ----------------- | ------- | ------- | ------------ | ---------------- | ----------- | ------- |
| 1           | Waraporn Boonsing        | 16.02.1990     | Bundit Asia                 | 87             | 0                 | 3       | 0       | 0            | 0                | 0           |         |
| 18          | Yada Sengyong            | 10.09.1993     | North Bangkok University FC | 03             | 0                 | 0       | 0       | 0            | 0                | 0           |         |
| 22          | Sukanya Chor Charoenying | 24.11.1987     | Air Force United            | 08             | 0                 | 0       | 0       | 0            | 0                | 0           |         |
| Abwehr      |                          |                |                             |                |                   |         |         |              |                  |             |         |
| 2           | Darut Changplook         | 03.02.1988     | North Bangkok University FC | 22             | 01                | 2       | 0       | 0            | 0                | 0           |         |
| 3           | Natthakarn Chinwong      | 15.03.1992     | Bundit Asia                 | 11             | 0                 | 3       | 0       | 0            | 0                | 0           |         |
| 4           | Duangnapa Sritala        | 04.02.1986     | Bangkok United FC           | 25             | 02                | 3       | 0       | 1            | 0                | 0           |         |
| 5           | Ainon Phancha            | 26.01.1992     | FC Chonburi                 | 07             | 03                | 0       | 0       | 0            | 0                | 0           |         |
| 9           | Warunee Phetwiset        | 13.12.1990     | FC Chonburi                 | 44             | 0                 | 3       | 0       | 1            | 0                | 0           |         |
| 10          | Sunisa Srangthaisong     | 06.05.1988     | Bundit Asia                 | 27             | 02                | 3       | 0       | 0            | 0                | 0           |         |
| 16          | Khwanrudi Saengchan      | 16.05.1991     | Bundit Asia                 | 20             | 0                 | 0       | 0       | 0            | 0                | 0           |         |
| Mittelfeld  |                          |                |                             |                |                   |         |         |              |                  |             |         |
| 6           | Pikul Khueanpet          | 20.09.1988     | FC Khonkaen                 | 44             | 0                 | 3       | 0       | 0            | 0                | 0           |         |
| 7           | Silawan Intamee          | 22.01.1994     | FC Chonburi                 | 14             | 0                 | 3       | 0       | 0            | 0                | 0           |         |
| 8           | Naphat Seesraum          | 11.05.1987     | Bundit Asia                 | 84             | 20                | 1       | 0       | 0            | 0                | 0           |         |
| 12          | Rattikan Thongsombut     | 07.07.1991     | Bundit Asia                 | 21             | 03                | 3       | 0       | 0            | 0                | 0           |         |
| 17          | Anootsara Maijarern      | 14.02.1986     | Air Force United            | 83             | 21                | 3       | 0       | 1            | 0                | 0           |         |
| 20          | Wilaiporn Boothduang     | 25.06.1987     | Bangkok United FC           | 46             | 11                | 1       | 0       | 0            | 0                | 0           |         |
| 21          | Kanjana Sung-Ngoen       | 21.09.1986     | Bangkok United FC           | 47             | 30                | 3       | 0       | 0            | 0                | 0           |         |
| Angriff     |                          |                |                             |                |                   |         |         |              |                  |             |         |
| 11          | Alisa Rukpinij           | 02.02.1995     | FC Chonburi                 | 04             | 0                 | 1       | 0       | 0            | 0                | 0           |         |
| 13          | Orathai Srimanee         | 12.06.1988     | FC Khonkaen                 | 08             | 02                | 3       | 2       | 0            | 0                | 0           |         |
| 14          | Thanatta Chawong         | 19.06.1989     | Östersunds DFF              | 68             | 24                | 2       | 1       | 0            | 0                | 0           |         |
| 15          | Irravadee Makris         | 20.01.1992     | vereinslos                  | 0              | 0                 | 0       | 0       | 0            | 0                | 0           |         |
| 19          | Taneekarn Dangda         | 15.12.1992     | Bangkok United FC           | 16             | 09                | 0       | 0       | 0            | 0                | 0           |         |
| 23          | Nisa Romyen              | 18.01.1990     | North Bangkok University FC | 48             | 32                | 1       | 0       | 0            | 0                | 0           |         |
| Trainerstab |                          |                |                             |                |                   |         |         |              |                  |             |         |
| Cheftrainer | Nuengrutai Srathongvian  | 1. Januar 1972 | FAT                         |                |                   |         |         |              |                  |             |         |

Anmerkungen: 
1. ↑  Nummern gemäß Kaderliste der FIFA (veröffentlicht am 28. Mai 2015), Einsätze und Tore gemäß fifa.com: Thailand – Spielerinnen (Memento des Originals vom 10. Juni 2015 im Internet Archive)  Info: Der Archivlink wurde automatisch eingesetzt und noch nicht geprüft. Bitte prüfe Original- und Archivlink gemäß Anleitung und entferne dann diesen Hinweis. (Stand: 10. Juni 2015)
2. ↑  Vor der WM
3. 1 2  Stand: 11. Juni 2015

## Spiele bei der Weltmeisterschaft
Bei der Auslosung der Gruppen war Thailand nicht gesetzt und wurde der Gruppe B mit Europameister Deutschland zugelost.
Zudem trifft die Mannschaft auf Norwegen und die Elfenbeinküste, die ebenfalls zum ersten Mal teilnimmt. Gegen Norwegen gab es erst ein Spiel, das 1988 beim Women's FIFA Invitational Tournament 1988 mit 0:4 verloren wurde. Gegen Deutschland und die Elfenbeinküste hat Thailand noch nie gespielt. Bis zur Auslosung hatte Thailand nur in Asien und Australien gespielt, im Februar dann erstmals in Europa gegen die Niederlande.
Gemäß den Platzierungen in der FIFA-Weltrangliste vor der WM  war dies die zweitschwächste (Gruppenschnitt = 27) und unausgeglichenste Gruppe. Denn einerseits mussten die auf Platz 29 stehenden Thailänderinnen gegen den Weltranglistenersten Deutschland und andererseits gegen den am schlechtesten platzierten WM-Teilnehmer Elfenbeinküste (Platz 67) spielen. Der dritte Gruppengegner Ex-Weltmeister Norwegen lag auf Platz 11 in der FIFA-Weltrangliste. Dies war zudem die erste Gruppe, in der bei einer WM der Frauen zwei Ex-Weltmeister bereits in der Gruppenphase aufeinandertrafen.
Thailand begann gegen die körperlich überlegeneren Norwegerinnen zwar mit einigen schnell vorgetragenen Kontern, war aber im Abschluss zu harmlos und verlor letztlich mit 0:4. Gegen die Elfenbeinküste gerieten sie bereits in der vierten Minute durch Ange N’Guessan in Rückstand, die mit 1,40 m sogar noch etwas kleiner ist als die schon nicht sehr großen Thailänderinnen. In der 26. Minute konnte dann Orathai Srimanee mit dem ersten WM-Tor für Thailand aber ausgleichen und in der Nachspielzeit der ersten Halbzeit den Führungstreffer für die Thailänderinnen erzielen, der dank der Torlinientechnik auch die Anerkennung der Schiedsrichterin fand. In der zweiten Halbzeit nutzte dann Thanatta Chawong zwei Minuten nach ihrer Einwechslung eine Konfusion im ivorischen Strafraum um auf 3:1 zu erhöhen. Es ist das schnellste Tor nach einer Einwechslung bei der WM der Frauen. Am Ende als die Kräfte nachließen konnten die körperlich robusteren Ivorerinnen noch auf 2:3 herankommen und fast noch den Ausgleich erzielen. Mit Glück und Geschick verteidigten aber die Asiatinnen ihren ersten WM-Sieg. Im Spiel gegen Europameister Deutschland hatten sie nur eine einzige Chance auf ein Tor, mussten sich pausenloser Angriffe der Deutschen erwehren, verteidigten aber bis zur Halbzeitpause ein 0:1. Nach der Pause konnte Deutschland dann aber noch drei weitere Tore schießen. Thailand wurde damit mit drei Punkten nur der fünftbeste Gruppendritter aller Gruppen und schied aus.

### Gruppenphase
| Pl. | Land           | Sp. | S | U | N | Tore    | Diff. | Punkte |
| --- | -------------- | --- | - | - | - | ------- | ----- | ------ |
| 1.  | Deutschland    | 3   | 2 | 1 | 0 | 015:100 | +14   | 07     |
| 2.  | Norwegen       | 3   | 2 | 1 | 0 | 008:200 | +6    | 07     |
| 3.  | Thailand       | 3   | 1 | 0 | 2 | 003:100 | −7    | 03     |
| 4.  | Elfenbeinküste | 3   | 0 | 0 | 3 | 003:160 | −13   | 0      |

| So., 7. Juni 2015, in Ottawa    |   |             |           |
| Norwegen                        | – | Thailand    | 4:0 (3:0) |
| Do., 11. Juni 2015, in Ottawa   |   |             |           |
| Elfenbeinküste                  | – | Thailand    | 2:3 (1:2) |
| Mo., 15. Juni 2015, in Winnipeg |   |             |           |
| Thailand                        | – | Deutschland | 0:4 (0:1) |